# Певцов, Глеб
Глеб Певцов (эст. Gleb Pevtsov; 23 октября 2000, Кохтла-Ярве) — эстонский футболист, нападающий клуба «Курессааре».

## Биография
Воспитанник клубов из своего родного города Кохтла-Ярве — «Алко» и «Ярве», также на детско-юношеском уровне играл за «Тамме Ауто» (Кивиыли) и «Калев» (Силламяэ). С 15-летнего возраста начал играть за взрослую команду «Ярве», выступавшую во втором и третьем дивизионах чемпионата Эстонии. За пять сезонов провёл более 120 матчей, за это время со своим клубом дважды вылетал из второго дивизиона. В 2018—2019 годах был капитаном «Ярве». В начале карьеры играл на позициях центрального или опорного полузащитника, позднее был переведён в линию атаки.
В начале 2021 года перешёл в клуб «Нарва-Транс». Дебютировал в высшей лиге Эстонии 14 марта 2021 года в матче против «Пайде», заменив на 73-й минуте Николая Вдовиченко. Первый гол забил 5 мая 2021 года в ворота «Таммеки», принеся «Трансу» победу в матче (2:1). Всего за нарвский клуб сыграл 76 матчей в высшей лиге и забил 8 голов, также провёл одну игру в Лиге Конференций. Обладатель Кубка Эстонии 2022/23.
После ухода из «Транса» в начале 2024 года подумывал о завершении карьеры, однако случайно встретился с тренером «Курессааре» Романом Кожуховским, который пригласил игрока в свой клуб.
Выступал за сборные Эстонии младших возрастов, провёл 12 матчей.